# Chiến dịch giải phóng Taman
Chiến dịch giải phóng Taman là hoạt động quân sự lớn cuối cùng của quân đội Liên Xô trong toàn bộ chiến dịch Kavkaz diễn ra từ ngày 10 tháng 9 đến ngày 9 tháng 10 năm 1943, bao gồm cả Chiến dịch giải phóng Novorossiysk. Trong chiến dịch này, các tập đoàn quân 9, 18, 56 và lực lượng hải quân đánh bộ của Hạm đội Biển Đen đã đánh bật Tập đoàn quân 17 (Đức) khỏi bán đảo Taman sang bán đảo Krym, thu hồi toàn bộ bán đảo Taman, hoàn thành chuỗi chiến dịch phản công tại khu vực Bắc Kavkaz.
Mở đầu bằng cuộc đột kích của hải quân đánh bộ hạm đội Biển Đen phối hợp với Tập đoàn quân 18 đánh chiếm thành phố và quân cảng Novorossiysk cùng các vùng phụ cận, quân đội Liên Xô đã vô hiệu hóa hệ thống phòng thủ ở Taman do quân đội Đức Quốc xã dày công xây dựng có tên gọi "Phòng tuyến xanh" với ba tuyến phòng thủ khá hoàn hảo. Do sự kiên cố của phòng tuyến này cộng với sự phức tạp của địa hình, cuộc tấn công của quân đội Liên Xô buộc phải được chia làm hai đợt. Đợt thứ nhất từ ngày 10 đến ngày 25 tháng 9, đợt thứ hai từ ngày 27 tháng 9 đến ngày 9 tháng 10. Các đòn vu hồi của các lữ đoàn hải quân đánh bộ và Tập đoàn quân 18 (Liên Xô) khi phát triển kết quả của Chiến dịch giải phóng Novorossiysk vào phía sau phòng tuyến này đã phá vỡ toàn bộ kế hoạch và phương án phòng thủ của tướng Erwin Jaenecke, buộc Tập đoàn quân 17 (Đức) và quân đoàn kỵ binh 5 (Romania) phải lùi dần về khu vực Temryuk với thương vong ngày một lớn chỉ trong vòng một tháng. Trên đường biển rút lui sang bán đảo Krym, các tàu vận tải Đức cũng bị các pháo hạm, các tàu phóng ngư lôi và không quân của Hạm đội Biển Đen tấn công, làm tăng thêm thương vong. Đóng quân trên bán đảo Krym, các lực lượng còn lại của Tập đoàn quân 17 (Đức) đã lâm vào tình trạng bị nửa cô lập với Cụm tập đoàn quân Nam (Đức), bị kiệt quệ về binh lực và hỏa lực do con đường tiếp tế qua Biển Đen từ các cảng Konstanta (Romania) Varna (Bulgari) đã bị Hạm đội Biển Đen khống chế. Tập đoàn quân này chỉ còn có thể lợi dụng địa hình hiểm trở để cố trấn giữ bán đảo Krym và cũng chỉ giữ được không quá 6 tháng.
Quân đội Liên Xô đã tước khỏi tay quân đội Đức Quốc xã lưỡi dao găm tại Taman đang sẵn sàng thọc vào phía sau các phương diện quân Liên Xô đã tấn công trên hướng Dniepr - Nam Ukraina. Thu hồi bán đảo Taman, Phương diện quân Bắc Kavkaz, (từ ngày 20 tháng 11 năm 1943 chuyển thành Tập đoàn quân ven biển) của Quân đội Liên Xô có một căn cứ bàn đạp thuận lợi để lặp lại chiến dịch không thành công hồi mùa hè năm 1942, mở lại các chiến dịch đổ bộ sang bán đảo Kerch để lập căn cứ bàn đạp, từ đó phát triển tấn công, phối hợp với Phương diện quân Ukraina 4 tiếp tục các chiến dịch thu hồi lãnh thổ Krym và quân cảng trọng yếu Sevastopol từ tay quân đội Đức Quốc xã.

## Bối cảnh
Sau trận Kursk, quân đội Đức Quốc xã đã để mất quyền chủ động chiến lược ra đòn tấn công trước và bắt đầu xuống dốc. Những thiệt hại của quân đội Đức trong trận Kursk và ngay sau đó là chiến dịch Kutuzov và chiến dịch Nguyên soái Rumyantsev là không thể bù đắp được. Hầu như những phương tiện chiến tranh trên bộ và trên không mới nhất, hiện đại nhất của quân đội Đức Quốc xã khi đó đều được đem ra thử thách tại trận Kursk và kết quả là quân đội đó vẫn phải rút lui sau gần hai tuần tấn công rồi bị phản công quyết liệt. Trên mặt trận Xô-Đức dài hơn 4.500 km từ biển Barents đến biển Đen, các Cụm tập đoàn quân Bắc, Trung tâm và Nam của quân đội Đức Quốc xã đều phải chuyển sang phòng ngự trước các đòn tấn công của quân đội Liên Xô diễn ra liên tục từ Narva qua hữu ngạn Ukraina đến cửa sông Mius. Tình thế chiến lược có quá nhiều thuận lợi cho Phương diện quân Bắc Kavkaz (Liên Xô) giải quyết dứt điểm cuộc chiến tại bán đảo Taman, căn cứ cuối cùng của Cụm tập đoàn quân Nam (Đức) tại Kavkaz.
Ngay từ khi phải rút lui về Taman hồi tháng 2 năm 1943, Tập đoàn quân 17 (Đức) đã xây dựng tại Taman một khu phòng thủ chiến lược được gọi là Phòng tuyến xanh. Những tài liệu thu được từ văn phòng ở Novorossiysk của trung tướng tư lệnh công binh Đức kiêm tư lệnh tập đoàn quân 17 (Đức) Erwin Gustaf Jaenecke, tác giả chính của công trình phòng thủ này cho thấy quy mô phức tạp và sự tính toán kỹ lưỡng của người Đức trong việc xây dựng các khu phòng thủ. Trên chiều dài 128 km từ khu vực đầm lầy Kurchansky đến Novorossiysk, công binh Đức đã bố trí 577 hỏa điểm với mật độ 3 điểm/km trên 71 km cánh trái phòng tuyến, 8 điểm/km trên 32 km ở khu trung tâm và 6 điểm/km ở cánh phải. 37, 5 km trên phòng tuyến được bố trí các bãi mìn. 87 km được ngăn bằng rào thép gai nhiều lớp. 11,75 km phòng tuyến được bố trí các vật cản bằng sắt, bê tông và gỗ. Toàn bộ các bãi mìn có 142.370 quả mìn chống tăng, 155.848 mìn chống bộ binh, 3.032 bom điều khiển nổ bằng điện, 144 quả bom vướng nổ. Trên ba lớp rào thép gai có 142 cụm rào cũi lợn, 120 cụm rào thép gai kết hợp hào chống tăng. Tổng chiều dài của loại rào thép gai vòng xoắn lên đến 266,4 km.
Khu vực Taman có ba vùng địa hình khác nhau. Trên hai bờ sông Kuban từ Varenikovskaya ra đến cửa sông tại làng Chaikyno (???) là một vùng đồng lầy ngập nước, hai bên vùng đồng lầy này là hai hồ nước lợ Akhmanyzovskoye và Kurchanskoye um tùm lau sậy. Phía Nam bán đảo Taman là các dãy đồi và núi thấp, nơi bắt đầu của mạch núi Kavkaz chính. Phía Tây là hai dải đất cao Fonmalovskaya và Taman (làng cùng tên với bán đảo). Giữa eo biển Kerch mà chỗ hẹp nhất của nó không quá 5 km có đảo nổi Tuzla (của Taman) và doi đất Chushka chỉ cách bán đảo Kerch hơn 2 km đường thẳng. Trong chiến dịch đổ bộ lên Taman tháng 8 năm 1942, quân đội Đức Quốc xã đã sử dụng cả đảo Tuzla và doi đất Chuska làm bàn đạp tấn công.

## Binh lực

### Quân đội Liên Xô
Tháng 9 năm 1943, Bộ Tổng tư lệnh tối cao quân đội Liên Xô rút Tập đoàn quân 37 khỏi Bắc Kavkaz và điều nó đến Kremenchuk trong đội hình Phương diện quân Ukraina 1. Phương diện quân Bắc Kavkaz còn lại 4 tập đoàn quân lục quân và 1 tập đoàn quân không quân. Ba tập đoàn quân 9, 18, 56 và Tập đoàn quân không quân 4 đã tham gia chiến dịch Taman. Thứ tự bố trí từ Bắc xuống Nam như sau:
- Tập đoàn quân 9 do trung tướng K. S. Melnik chỉ huy, trong biên chế có:
  - Các sư đoàn bộ binh 227, 276, 304, 316, 351 và 389;
  - Quân đoàn bộ binh cận vệ 55;
  - Lữ đoàn xe tăng 63.
- Tập đoàn quân 56 do trung tướng A. A. Grechko chỉ huy, trong biên chế có:
  - Các quân đoàn bộ binh cận vệ 2 và 32;
  - Các sư đoàn bộ binh cận vệ 20, 83 và 242;
  - Các sư đoàn bộ binh 317, 339, 383 và 395;
  - Lữ đoàn xe tăng 5.
- Tập đoàn quân 18 do tướng K. N. Leselidze chỉ huy, trong biên chế có:
  - Sư đoàn bộ binh cận vệ 8;
  - Các sư đoàn bộ binh 89, 176 và 318;
  - Các lữ đoàn bộ binh 81 và 107;
  - Các lữ đoàn hải quân đánh bộ 83 và 255;
  - Trung đoàn đặc nhiệm 270 (NKVD).
- Tập đoàn quân không quân 4 do thượng tướng không quân K. A. Vershinin chỉ huy có 559 máy bay các loại.[10]
- Hạm đội Biển Đen:[11]
  - Phân hạm đội Azov do chuẩn đô đốc S. G. Goshkov chỉ huy có 3 khu trục hạm, 8 pháo hạm, 12 tàu phóng lôi, 10 tàu vận tải, 3 tàu gỗ;
  - Lực lượng của căn cứ hải quân Novorossiysk do chuẩn đô đốc G. N. Kholostyakov chỉ huy gồm 5 khu trục hạm, 12 pháo hạm, lữ đoàn tàu phóng lôi số 1 và lữ đoàn tàu vận tải.
  - Không quân thuộc hạm đội Biển Đen có 250 máy bay.

### Quân đội Đức Quốc xã
Sau khi tách Quân đoàn bộ binh 42 cho Cụm tác chiến Hollidt hoạt động tại phòng tuyến sông Mius (cũng có tên là "Phòng tuyến xanh"), Tập đoàn quân 17 còn lại 3 quân đoàn đóng ở cả hai nơi: bán đảo Taman và bán đảo Krym. Trong đội ngũ sĩ quan chỉ huy cao cấp cũng có sự thay đổi. Từ tháng 6 năm 1943, tướng Richard Ruoff từ chức tư lệnh tập đoàn quân và được điều về lực lượng dự bị, tướng Erwin Gustaf Jaenecke thay ông này chỉ huy Tập đoàn quân 17. Từ tháng 7 năm 1943, tướng Karl Allmendinger thay tướng Wilhelm Wetze chỉ huy Quân đoàn bộ binh xung kích 5 và ông này cũng thay luôn 2 viên tư lệnh các sư đoàn bộ binh 9 và 73. Các quân đoàn của Tập đoàn quân 17 tiếp tục được tăng cường một số đơn vị bộ binh, kỵ binh Đức và Romania. Binh lực chủ yếu phòng thủ bán đảo Taman gồm có:
- Quân đoàn bộ binh xung kích 5 do tướng Karl Allmendinger trong biên chế có:
  - Sư đoàn bộ binh 9 của tướng Friedrich Hofmann, gồm 3 trung đoàn bộ binh (36, 57, 116), một trung đoàn pháo binh, một tiểu đoàn pháo chống tăng, các tiểu đoàn trinh sát, công binh, thông tin, quân y, vận tải, hậu cần.
  - Sư đoàn bộ binh 73 của tướng Fritz Franek, gồm 3 trung đoàn bộ binh (170, 186, 213), một trung đoàn pháo binh, một tiểu đoàn pháo chống tăng, các đơn vị trinh sát, công binh, thông tin, quân y, vận tải, hậu cần.
  - Sư đoàn bộ binh sơn chiến 4 của tướng Julius Braun (được điều từ Quân đoàn bộ binh 44 sang), gồm 3 trung đoàn sơn chiến (13, 91, 94), một trrung đoàn sơn pháo, một tiểu đoàn chống tăng, các tiểu đoàn trinh sát, công binh, thông tin, quân y, hậu cần.
- Quân đoàn bộ binh 44 do tướng Maximilian de Angelis chỉ huy, trong biên chế có:
  - Sư đoàn bộ binh 79 của tướng Friedrich-August Weinknecht gồm 3 trung đoàn bộ binh (208, 212, 226), một tiểu đoàn bộ binh độc lập, một trung đoàn pháo binh, một tiểu đoàn pháo chống tăng, các tiểu đoàn trinh sát, công binh, quân y, hậu cần.
  - Sư đoàn bộ binh 97 của tướng Ludwig Müller gồm 2 trung đoàn bộ binh (204, 207) một trung đoàn pháo binh, các đơn vị trinh sát, công binh, thông tin, hậu cần.
  - Sư đoàn bộ binh 98 của tướng Martin Gareis gồm 3 trung đoàn bộ binh (282, 289, 290), 1 tiểu đoàn bộ binh độc lập, 1 trung đoàn pháo binh, một tiểu đoàn chống tăng, các tiểu đoàn trinh sát, công binh, thông tin, quân y, hậu cần, huấn luyện.
  - Sư đoàn bộ binh 125 của tướng Helmut Friebe gồm 3 trung đoàn bộ binh (419, 420, 421), một tiểu đoàn bộ binh độc lập, một trung đoàn pháo binh, một tiểu đoàn pháo chống tăng, các tiểu đoàn trinh sát, công binh, thông tin, quân y, hậu cần.
- Quân đoàn bộ binh 49 do tướng Rudolf Konrad chỉ huy, trong biên chế có:
  - Sư đoàn bộ binh 50 của tướng Friedrich Sixt gồm 3 trung đoàn bộ binh (2121, 122, 123), một tiểu đoàn bộ binh độc lập, trung đoàn pháo binh 150, một tiểu đoàn pháo chống tăng, các tiểu đoàn trinh sát (dùng xe đạp), công binh, thông tin, quân y, hậu cần.
  - Sư đoàn bộ binh 370 của tướng Fritz Becker gồm 3 trung đoàn bộ binh (666, 667, 668), một tiểu đoàn bộ binh độc lập, trung đoàn pháo binh 370, một tiểu đoàn pháo chống tăng, các tiểu đoàn trinh sát, công binh, thông tin, quân ya, hậu cần và huấn luyện.
  - Sư đoàn kỵ binh 9 (Romania);
  - Sư đoàn kỵ binh 10 (Romania).
- Quân đoàn kỵ binh 5 (Romaia) gồm các sư đoàn kỵ binh 1, 4 và sư đoàn bộ binh 19.
- Các đơn vị dự bị dóng tại bán đảo Kerch (Krym): Sư đoàn bộ binh xung kích 5 (Đức), sư đoàn sơn chiến 3 (Pomania), sư đoàn kỵ binh 6 (Romania).
- Bộ phận Tập đoàn quân không quân 4 (Đức) tại Temryuk (1 sư đoàn) và Krym (2 sư đoàn) tổng cộng có khoảng 300 máy bay.

## Diễn biến

### Cuộc đổ bộ vá đánh chiếm Novorossiysk
Chiến dịch Novorossiysk là một phần quan trọng mở đầu chiến dịch tấn công của Phương diện quân Bắc Kavkaz nhằm thu hồi bán đảo Taman từ tay quân đội Đức Quốc xã. Triển khai từ ngày 10 tháng 9 với sự hiệp dồng ăn ý của Tập đoàn quân 18 và Hạm đội Biển Đen, chỉ sau một tuần, quân đội Liên Xô đã chiếm lại thành phố và quân cảng Novorossiysk, hình thành một mũi tán công vu hồi nguy hiểm vào sau lưng các đơn vị chủ lực của Tập đoàn quân 17 (Đức) đang bố trí trên "Phòng tuyến xanh". Cùng thời gian trên, Tập đoàn quân 9 trên cánh phải cũng tổ chức một số đợt công kích vào thị trấn "Tháng Mười Đỏ" ở phía Tây Nam Temryuk, không cho Quân đoàn 49 (Đức) di chuyển lực lượng về trung tâm phòng ngự Kievskoye - Moldavanskaya, nơi quân đội Liên Xô dự tính tổ chức các mũi đột kích chính.

### Từ Novorossiysk đến Temryuk
Ngày 12 tháng 10, trong khi chiến sự ở Novorossiysk còn chưa kết thúc, Quân đoàn bộ binh cận vệ 5 của Tập đoàn quân 9 đã vượt sông Adagum đột kích vào cứ điểm Keslerovo do sư đoàn bộ binh 79 thuộc Quân đoàn 44 (Đức) đóng giữ. Như một lẽ tự nhiên, tướng Maximilian de Angelis điều sư đoàn bộ binh 98 và yêu cầu sư đoàn bộ binh 10 (Romania) phản kích để giành lại Keslerovo và lấp lại cửa mở. Sau 5 ngày chiến đấu, ba sư đoàn Đức và Romania vẫn không đẩy lui được quân đoàn bộ binh cận vệ 5 trong khi hai bên sườn của cụm cứ điểm Keslerovo - Kievskoye, các mũi tiến công chính của Tập đoàn quân 56 (Liên Xô) đã sẵn sàng đột phá. Ngày 17 tháng 9, chủ lực Tập đoàn quân 56 (Liên Xô) gồm các quân đoàn bộ binh cận vệ 2 và 32 có Lữ đoàn xe tăng 63 mở đường đã đột phá một đoạn dài 6 km trên tuyến phòng ngự của Quân đoàn 44 (Đức) tại khu vực Moldavanskaya. Yểm hộ cho cuộc tấn công này, 108 máy bay của Tập đoàn quân không quân 4 và 28 máy bay của Hạm đội Biển Đen đã được huy động. Các máy bay cường kích và ném bom của các sư đoàn 218 và 230 đã đánh bom trúng nhiều hỏa điểm pháo binh và súng máy của sư đoàn bộ binh 98 Đức và cả sở chỉ huy dã chiến Quân đoàn 44 (Đức) tại Gladkovskaya. Các máy bay trinh sát của hạm đội biển đen cũng chỉ điểm và hiệu chỉnh chính xác cho pháo binh Tập đoàn quân 56 bắn phá các hỏa điểm của quân Đức trong khoảng 10 km gần tiền duyên. Một mình sư đoàn 97 (Đức) không đủ binh lực để đối phó và vội vã tháo chạy về làng Nizhni Grechky (???). ở phía Bắc, Sư đoàn bộ binh 10 (Romania) trong khi triển khai chủ lực xuống phía Nam để hỗ trợ cho Sư đoàn 79 (Đức) chiếm lại Keslerovo cũng "để ngỏ" một đoạn phòng tuyến dài 5 km trước khu vực "Tháng Mười Đỏ". Tướng K. S. Melnik đã tận dụng ngay cơ hội này để tung các sư đoàn bộ binh 316, 351 và 389 đột phá trực diện vào thị trấn "Tháng Mười Đỏ" và phát triển về hướng Varenikovskaya. Từ phía Nam, Lữ đoàn xe tăng 63 cùng quân đoàn bộ binh cận vệ 2 tiếp tục tấn công vòng ra phía sau Cụm cứ điểm Kievskoye và gặp sư đoàn bộ binh 389 (Tập đoàn quân 9) tại nhà ga Varenikovskaya ngày 20 tháng 9. Trong vòng vây là quân của các sư đoàn bộ binh 79, 97 (Đức) và sư đoàn bộ binh 10 (Romania), chỉ có không quá ba trung đoàn Đức và Romania thoát khỏi cuộc bao vây này và rút chạy về Gostagaevkaya, nơi đóng sở chỉ huy Tập đoàn quân 17 trong khi sở chỉ huy này đã rút về khu phòng thủ Starotitarovskaya. Ngày 22 tháng 9, các đơn vị Đức và Romania còn lại tại cụm cứ điểm Keslerovo - Kievskoye đầu hàng quân đội Liên Xô
Tại phía Bắc Novorossiysk, cánh trái của Tập đoàn quân 56 gồm các sư đoàn bộ binh 317, 395 và lữ đoàn bộ binh 20 được phối thuộc Lữ đoàn xe tăng cận vệ 5 đã nhanh chóng tràn ngập cụm cứ điểm Moldavanskoye và hướng đòn tấn công về thị trấn Verkhnebakansky, một trung tâm phòng ngự mạnh của quân Đức và Romania do Sư đoàn bộ binh nhẹ 101 (Đức, nguyên là trung đoàn cơ giới 101) đóng giữ. Từ phía Novorossiysk, Tập đoàn quân 18 (Liên Xô) sau khi giải phóng Novorossiysk cũng phát triển tấn công đến Verkhnebakansky. Ngày 18 tháng 9, tướng Karl Allmendinger tập trung Sư đoàn sơn chiến 4 (Đức), Sư đoàn sơn chiến 4 (Romania) ở phía Tây, Sư đoàn bộ binh 73 và Sư đoàn sơn chiến 1 (Romania) từ phía Đông phản đột kích và hai bên sườn Tập đoàn quân 18 đang tấn công từ Novorossiysk lên Verkhnebakansky nhưng chỉ sau một ngày, Quân đoàn bộ binh cận vệ 8, các lữ đoàn bộ binh 81 và 107 đã đánh lui cuộc phản kích này. Không quân hạm đội Biển Đen đã huy động hơn 20 máy bay IL-2 thực hiện khoảng 300 phi vụ ngăn chặn các mũi phản kích của quân Đức và Romania. Tướng Đức Karl Allmendinger vội cho rút Sư đoàn bộ binh 9 đang phòng thủ tại khu vực Neberzhayevskaya về nhưng không kịp; và sư đoàn này đã phải luồn lách qua các mũi tiến công của Lữ đoàn bộ binh 20 (Liên Xô) để vào được Verkhnebakansky. Bị truy kích, tàn quân của Sư đoàn bộ binh 73 (Đức), Sư đoàn sơn chiến 4 (Đức), các sư đoàn sơn chiến 1 và 4 (Romania) cũng tháo chạy về trung tâm phòng ngự Verkhnebakansky. Ngày 21 tháng 9, quân Đức bỏ Verkhnebakansky rút lên Gostagayevskaya tìm đường chạy sang Krym.
Khởi hành chậm hơn các đơn vị bộ binh 1 ngày từ cảng Novorossiysk, Lữ đoàn tàu đổ bộ 108 (Hạm đội Biển Đen) đã đưa các lữ đoàn hải quân đánh bộ 83 và 255 lên mũi Anapa ngày 21 tháng 9. Tướng Karl Allmendinger điều sư đoàn bộ binh 125 trong lực lượng dự bị của mình được tăng cường một trung đoàn xe tăng ra phía Tây cùng Sư đoàn bộ binh 19 (Romania) cố giữ Anapa để không cho quân đội Liên Xô tiến nhanh lên phía Bắc, cắt con đường thoát sang Krym. Chiến sự diễn ra lịch liệt nhất tại hành lang Volchy Vorota (???) (tiếng Nga:Волчьи Ворота, có nghĩa là Cổng Sói) giữa Lữ đoàn xe tăng cận vệ 5 và trung đoàn xe tăng Đức. Đến 17 giờ cùng ngày, quân Đức và Romania tháo chạy ra doi đất Blagoveshenskaya bỏ lại 49 khẩu pháo, 77 súng cối, 180 súng máy, hơn 4.000 tiểu liên và súng trường cùng 40 kho hàng. Các sư đoàn bộ binh 89 và 176 đã đánh chiếm các cụm cứ điểm Anapa và Krasnomedvedobskaya. (???) Quân Đức đã ém sẵn các tàu biển tại ngoài khơi vịnh Kizyntatsky để di tản các đơn vị chủ yếu của Quân đoàn bộ binh xung kích 5 (Đức), Nhưng ngày 18 tháng 9, Sư đoàn không quân 11 Novorrossiysk của Hạm đội Biển Đen đã phát hiện đội tàu này và đánh đắm 1 pháo hạm, 2 tàu vận tải của hải quân Đức ngay trước cửa vịnh Kizyntatsky, buộc những chiếc còn lại vải tháo lui dưới sự yểm hộ của không quân tiêm kích Đức. chặn đứng ý đồ sử dụng các bến bãi quanh vịnh Kizyntatsky để rút quân sang Taman của Tập đoàn quân 17.
Đến ngày 26 tháng 9 năm 1943, hầu hết các cụm cứ điểm quan trọng trên "Phòng tuyến xanh" của Tập đoàn quân 17 (Đức) tại Taman lần lượt thất thủ:
- Ngày 16 tháng 9: Novorossiysk;
- Ngày 19 tháng 9: Gaiduk và Krasnaya Okmyabr (???);
- Ngày 20 tháng 9: Moldavanskaya và Varenikovskaya.
- Ngày 21 tháng 9: Verkhnebakansky, Kurchanskaya;
- Ngày 22 tháng 9: Keslerovo và Kievskoye;
- Ngày 25 tháng 9: Gostagayevskaya, trung tâm phòng ngự cuối cùng của "Phòng tuyến xanh" sụp đổ

### Trên những doi đất cuối cùng
Sau khi bị mất toàn bộ "Phòng tuyến xanh" trong 25 ngày đầu chiến dịch, Tập đoàn quân 17 (Đức) buộc phải dựa vào các chướng ngại thiên nhiên để ngăn chặn tốc độ tấn công của quân đội Liên Xô. Điều bất hợp lý nhất đối với tướng Erwin Gustaf Jaenecke là ông này đã bố trí Quân đoàn sơn chiến 49 vốn là đơn vị chuyên tác chiến ở vùng núi đến giữ khu vực cửa sông Kuban mà 3/4 địa hình là đầm lầy, các hồ nước mặn và các bãi ngập nước nửa chìm, nửa nổi. Tuy nhiên, tướng Rudolf Konrad cũng biết cách khắc phục những bất lợi đó, ông ta "nhường lại" toàn bộ khu vực ngập mặn quanh vịnh Kurchnsky cho Tập đoàn quân 9 (Liên Xô) xử lý và rút các sư đoàn 50 và 370 về giữ căn cứ không quân Temryuk, đồng thời là cửa ngõ chặn con đường qua Starotitarovskaya đến các mũi đất Tuzla và Chushka có các bến vượt sang bán đảo Kerch.
Mặc dù các sư đoàn bộ binh 227, 276 và 304 Tập đoàn quân 9 đã có mặt ở cửa ngõ Temryuk từ ngày 22 tháng 9 nhưng vẫn không đột phá được qua cụm cứ điểm do hai sư đoàn 50 và 370 (Đức) đóng giữ. Để mở thêm một hướng công kích, tướng I. E. Petrov yêu cầu Phó đô đốc L. A. Vladimirsky, tư lệnh Hải quân hạm đội Biển Đen sử dụng phân hạm đội Adov hỗ trợ. Ngày 23 tháng 9, Chuẩn đô đốc S. G. Goshkov huy động hầu hết tàu bè của mình, chuyên chở 8.000 quân thuộc các lữ đoàn hải quân đánh bộ 8 và 47 bí mật tiếp cận ngoài khơi phía Bắc Temryuk. ngày 24 tháng 9, 2 khu trục hạm, 6 pháo hạm và đội tàu phóng lôi của Phân hạm đội Azov đã đánh đuổi đội tàu tuần tiễu ven bờ của quân Đức, buộc đội tàu này phải bỏ chạy về Kerch. Đêm 24 tháng 9, các bãi đổ bộ đã được đoàn tàu phóng lôi và pháo hạm dọn sạch, Lữ đoàn hải quân đánh bộ 8 đánh chiếm đầu cầu Chaikyno, lữ đoàn 47 đổ bộ lên Golubitskaya và cũng chiếm được một đầu cầu rộng 2 km, sâu 1 km. Sáng sớm 25 tháng 9, các lữ đoàn tàu vận tải tiếp tục đưa lên Chaikyno 1.200 quân của trung đoàn bộ binh 547, 369 quân của tiểu đoàn Hải quân đánh bộ độc lập 220; đổ bộ lên Golubitskaya 850 quân của Trung đoàn bộ binh độc lập 9. Ngày 26 tháng 9, các đơn vị này tiếp tục mở sộng các đầu cầu và bắt đầu đột kích phía sau hai sư đoàn Đức đang phòng thủ Temryuk.
Bị đánh từ hai phía, tướng Rudolf Konrad phải kéo sư đoàn 50 từ phía Nam Temryuk lên phía Bắc đối phó. Tập đoàn quân 44 (Đức) đang cố thủ tại Starotitarovskaya buộc phải san sẻ bớt hai trung đoàn vượt qua eo biển nông Akhtanizovskaya sang "đỡ đòn" cho Tập đoàn quân 49. Ngày 25 tháng 9, Sư đoàn bộ binh 50 (Đức) mở cuộc phản kích quyết liệt vào căn cứ đầu cầu Chaikyno, đánh thiệt hại nặng Lữ đoàn hải quân đánh bộ 8 và trung đoàn bộ binh 547 (Liên Xô). Trong khi Tập đoàn quân 49 (Đức) đang tập trung thanh toán hai căn cứ đầu cầu nguy hiểm, ngày 26 tháng 9, Quân đoàn bộ binh cận vệ 11 được điều từ lực lượng dự bị của Phương diện quân Bắc Kavkaz đến phía Nam Temryuk đã cùng với các sư đoàn bộ binh 304 và 227 với sự yểm hộ tối đa của pháo binh đã phá vỡ tuyến phòng ngự ở ngoại ô phía Đông Nam Temryuk của Sư đoàn bộ binh 370 (Đức). Bị đánh ép từ ba phía, Tập đoàn quân 49 (Đức) phải mở đường máu qua vùng ngập mặn Akhtanizovskaya để tháo chạy sang Zaporozhskaya và bị thiệt hại nặng do hỏa lực của Lữ đoàn hải quân đánh bộ 47 và trung đoàn bộ binh đọc lập 9 bắn quét vào sườn phải. Một bộ phận Tập đoàn quân 49 vượt qua được hành lang lửa đạn dài 2 km trước đầu cầu Golubitskaya chạy sang Akhtanizovskaya trước sự truy đuổi của Sư đoàn bộ binh 227 (Liên Xô). Chiều 27 tháng 9, toàn bộ thành phố và sân bay Temryuk đã nằm trong tay quân đội Liên Xô. Mặc dù quân đội Liên Xô thu giữ được nhiều pháo, súng cối và vũ khí cá nhân nhưng tất cả máy bay Đức tại đây đã di tản sang Krym.
Ở phía Nam, ngày 25 tháng 9, Hải quân đánh bộ Liên Xô đổ bộ lên cửa vịnh Bugasky phối hợp các sư đoàn bộ binh 89 và 318 của Tập đoàn quân 18 tiếp tục truy kích và đến 29 tháng 9 đã đánh bại Sư đoàn bộ binh 19 (Romania) và Sư đoàn bộ binh 125 (Đức) tại doi đất Blagoveshenskaya bằng ba mũi tiến công từ ba hướng Suvorovo-Cherkesskiy, Dzhemete (???) trong đất liền ra và từ biển vào. Không quân Đức từ sân bay Tamansky tổ chức oanh tạc Sư đoàn 89 (Liên Xô) tại Vichiazevskaya (Vityazevo) nhưng không cứu được hai sư đoàn Đức và Romania thoát khỏi bị tiêu diệt và bị bắt. Hơn 1.600 quân Đức và Romania bị bắt tại khu vực hồ nước mặn Vichiazevsky. Tướng Erwin Jaenecke cố lập một khu vực phòng thủ mạnh ở Starotitarovskaya gồm tàn quân của sư đoàn 370, các sư đoàn bộ binh 79, 97, sư đoàn sơn chiến 4 và sư đoàn kỵ binh 9 (Romania) để có thêm thời gian di tản các đơn vị còn lại. Ngày 1 tháng 10, Tập đoàn quân 56 phá vỡ tuyến phòng thủ của quân Đức tại khu vực Krasnaya Strela (Strelka), đánh chiếm Vyshesteblievskaya, tướng Maximilian de Angelis dẫn quân chạy ra hướng biển. Mũi đột kích của Tập đoàn quân 18 vận động qua doi đất Bugasky đã đánh chiếm Veselovka ngày 2 tháng 10, cánh phải của Tập đoàn quân 18 gồm các lữ đoàn bộ binh 81 và 107 quay sang phía đông định chặn đánh Quân đoàn 44 (Đức) đang rút lui nhưng không kịp. Chiều ngày 2 tháng 9, tướng Maximilian de Angelis đã có mặt ở Taman, còn tướng Erwin Gustaf Jaenecke đã vượt biển sang bán đảo Kerch trên một thủy phi cơ Đức được phái đến đón ông ta và cất cánh từ đêm 1 tháng 9. Ngày 3 tháng 9, tướng Maximilian de Angelis tập trung sư đoàn bộ binh 97 và sư đoàn kỵ binh 9 (Romania) mở cuộc phản kích vào sườn trái Quân đoàn bộ binh cận vệ 8 đáng tấn công từ Veselovka vào Taman. Cuộc phản kích nhanh chóng bị Quân đoàn bộ binh cận vệ 8 và sư đoàn bộ binh 176 từ Gryazelechevnitsa (???) kéo lên dập tắt. Chiều 3 tháng 10, Quân đoàn bộ binh cận vệ 8 và Lữ đoàn xe tăng cận vệ 5 tiến vào Taman.
Ở phía Bắc, các sư đoàn bộ binh 50 và 79 cùng sư đoàn bộ binh 10 (Romania vẫn tiếp tục kháng cự để giữ lấy con đường thoát thân cuối cùng sang bán đảo Kerch, tướng Rudolf Konrad cố gắng vơ vét tàn quân lập hai tuyến ngăn chặn tại Senaya Semenyuk (???), Akhtanizovskaya và Peresyp ở phía ngoài cùng ba chốt chặn Kuchugury, Fontalovskaya và Tartasky (???) ngay trên bờ eo biển Kerch nhưng Tập đoàn quan 56 dã cơ động nhanh hơn. Ngày 7 tháng 10, các sư đoàn bộ binh cận vệ 20, 83 và 242 phá vỡ tuyến phòng thủ phía ngoài ở Senaya Semenyuk, phối hợp với Sư đoàn 227 (Tập đoàn quân 9) đánh từ hai mặt vào hai cứ điểm Akhtanizovskaya và Peresyp. Ngày 8 tháng 10, bốn sư đoàn Liên Xô bắt đầu dồn ép tàn quân của ba sư đoàn Đức và Romania. Chỉ một phần quân Đức tháo chạy qua làng Ilyich ra được doi đất Chushka, cướp thuyền của ngư dân để sang Kerch. Số quân còn lại cố chống cự đến sang ngày 9 tháng 10. Sang ngày 9 tháng 10, lữ đoàn hải quân đánh bộ 255 đánch chiếm đảo nổi Tuzla, giữa eo biển Kerch. 9 giờ sáng ngày 9 tháng 10, toán quân Đức cuối cùng ở Zaporozhskaya hạ vũ khí đầu hàng.

## Kết quả

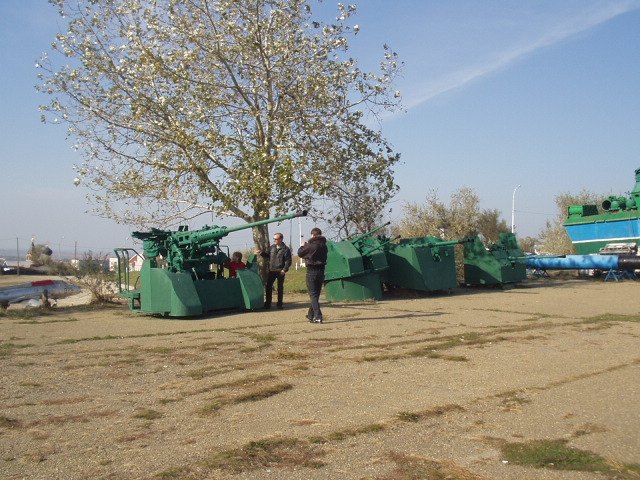
Bảo tàng ngoài trời Temryuk, nơi lưu giữ một số hiện vật của quân đội Liên Xô trong Chiến dịch giải phóng Taman và Kavkaz 1943

Sau một năm chiếm đóng phần lớn đất đai, ngày 9 tháng 10 năm 1943, vùng Bắc Kavkaz sạch bóng quân đội Đức Quốc xã, ngoại trừ những tù binh Đức bị bắt. Những loạt súng nổ cuối cùng cũng đã lặng hẳn trên bán đảo Taman, đánh dấu sự phá sản hoàn toàn của Chiến dịch Hoa nhung tuyết do Adolf Hitler và các cộng sự của ông ta hoạch định và thực hiện. Chỉ trong tháng cuối cùng, tháng diễn ra chiến dịch giải phóng Taman, quân đội Đức Quốc xã đã gánh chịu những thất bại nặng nề không kém đối thủ của họ trong giai đoạn khởi đầu Chiến dịch Kavkaz. Phía Liên Xô cho biết họ đã loại khỏi vòng chiến đấu 58.000 sĩ quan và binh sĩ Đức Quốc xã, trong đó có 36.000 chết, 22.000 bị thương và bị bắt. Quân đội Liên Xô thu giữ 32 xe tăng, 337 khẩu pháo, 229 khẩu súng cối, 540 súng chống tăng, 83 máy kéo, 2.073 ô tô, 184 kho tàng quân trang, quân dụng. Tuy nhiên, cũng như Chiến dịch phản công Salsk-Rostov của Phương diện quân Nam, Phương diện quân Bắc Kavkaz cũng không thực hiện được việc bao vây và bắt toàn bộ Tập đoàn quân 17 (Đức) tại Taman làm tù binh, hơn nửa quân số của đạo quân này đã trốn thoát sang bán đảo Krym.
Trước khi rút chạy, quân đội Đức Quốc xã đã để lại ở Taman nhiều bãi mìn với một khối lượng chất nổ khổng lồ. Một tháng sau khi kết thúc chiến dịch, công binh Liên Xô đã tháo gỡ 200.000 quả mìn chống tăng, mìn sát thương bộ binh, vô hiệu hóa 5.000 quả mìn nổ chậm với thời gian trễ từ 30 phút đến 6 giờ,. 1.200 kg thuốc nổ cũng được phát hiện và vô hiệu hóa trong các tòa nhà dùng làm nơi nghỉ mát của các sĩ quan cao cấp Đức Quốc xã tại Anapa. Hai khối chất nổ nặng 300 kg và 450 kg cũng bị công binh Liên Xô phát hiện và vô hiệu hóa trong các mỏ đá ở Nizhni Bakansky. Nhiều quả mìn nổ chậm được chôn sâu dưới đất đến 1 m phải mất hàng tuần sau mới phát nổ. Các thành phố và thị trấn trong vùng chiến sự đều bị thiệt hại nặng nề. Trong đó, các thành phố Novorossiysk và Temryuk hầu như không còn một toà nhà nào nguyên vẹn. Các thị trấn Kievskoye, Varenikovskaya, Moldavanskaya và Krymsk chỉ còn lại những đống đổ nát.
"Phòng tuyến xanh" của quân đội Đức Quốc xã trên bán đảo Taman thất thủ đánh dấu một thất bại nặng về chiến lược của họ. Việc lưu giữ cả một tập đoàn quân tại một địa bàn mà trước đó, cả hai tập đoàn quân hùng mạnh cộng với hai quân đoàn Italia và Romania đã không thể giành được thắng lợi là một việc làm vô ích. Taman nuốt vào lòng nó những đơn vị quân Đức khá tinh nhuệ rất cần có mặt tại các hướng chiến lược quan trọng hơn đối với quân đội Đức Quốc xã trên mặt trận Xô-Đức trong khi lực lượng dự bị của họ ngày càng cạn kiệt. Nó cũng thể hiện sự cố chấp của Hitler đối với chủ trương đánh chiếm vùng Kavkaz mà các tướng lĩnh Đức Quốc xã cũng phê phán đó là một chủ trương phiêu lưu và sai lầm. Nếu như thất bại của quân đội Đức Quốc xã tại trận Kursk đánh dấu sự bắt đầu xuống dốc của quân đội Đức Quốc xã thì kết quả Chiến dịch Taman đã kiểm chứng việc đó. Quân đội Đức ở mặt trận phía Đông có thể phục hồi sau hai trận thua lớn tại ngoại vi Moskva và Stalingrad, nhưng sau trận Kursk thì không thể.
Chiến dịch Taman để lại nhiều bài học của cả thành công và thất bại đối với quân đội Liên Xô. Tại chiến dịch Taman lần thứ nhất, sự phối hợp lỏng lẻo giữa lục quân và hải quân cũng như tính tùy tiện của các sĩ quan chỉ huy cao cấp cũng như các tư lệnh chiến trường đã để lại những hậu quả tệ hại. Việc chuẩn bị không chu đáo và không lường trước được các tình huống phức tạp khiến cho cuộc tiến công của quân đội Liên Xô ngay từ đầu đã diễn ra trong sự lúng túng. Việc chậm phát hiện cụ thể những chiến thuật và cấu trúc phòng thủ mới của quân đội Đức Quốc xã tại "Phòng tuyến xanh" cũng là một trong các nguyên nhân quan trọng dẫn đến thất bại của quân đội Liên Xô trong Chiến dịch Taman lần thứ nhất. Sau năm tháng, những khuyết nhược điểm này đã được "mổ xẻ" kỹ lưỡng để Phương diện quân Bắc Kavkaz và Hạm đội Biển đen có được một kế hoạch phối hợp hiệp đồng chặt chẽ hơn, sự tương tác hỗ trợ giữa hải quân và lục quân được thường xuyên theo dõi và điều chỉnh. Cùng với các hoạt động quân sự ngoài mặt trận là việc tổ chức tiếp tế súng đạn, phương tiện chiến tranh và các hoạt động cứu thương được tổ chức tốt hơn đã có ảnh hưởng tích cực đến toàn bộ quá trình chiến dịch.